# Asrikaton
Asrikaton is een bestuurslaag in het regentschap Malang van de provincie Oost-Java, Indonesië. Asrikaton telt 13.730 inwoners (volkstelling 2010).